# Theodor Haase
Theodor Karl Haase (14. července 1834 Lvov – 27. března 1909 Těšín) byl rakousko-uherský, respektive předlitavský evangelický duchovní a teolog ze Slezska a politik Německé pokrokové strany.

## Biografie
Od roku 1852 studoval teologii a filozofii na univerzitě v Göttingenu, Berlínské univerzitě a Rostocké univerzitě. Na poslední jmenované získal roku 1856 titul doktora filozofie. V roce 1857 nastoupil jako učitel náboženství ve Vídni. V letech 1859-1876 byl farářem v Bílsku, následně až do své smrti v Těšíně. V letech 1866-1882 zastával úřad slezského seniora evangelické církve, od roku 1882 byl moravskoslezským superintendentem. Byl též členem Generální synody rakouské evangelické církve.
Byl aktivní i ve veřejném a politickém životě Slezska. V letech 1870–1876 zastával funkci místopředsedy okresní školské rady v Bílsku a od roku 1870 i člena slezské zemské školské rady. V rámci Slezska obývaného třemi etniky se přikláněl k německému táboru. Vystupoval proti národně-obrozeneckým snahám Slovanů v rakouském Slezsku; byl proto odpůrci přezdíván „čechožroutem“. Byl odpůrcem antisemitismu. Publikoval v evangelickém tisku. V letech 1869–1872 byl spolupracovníkem redakce listu Allgemeine kirchlichen Zeitungen v Heidelbergu, předtím v období let 1865–1869 Neue protestantische Blätter für das evangelische Österreich. Aktivně také rozvíjel regionální slezský tisk (1874–1875 spolupracovník Schlesische Post, roku 1876 zakladatel listu Nowy Czas).
V letech 1870-1902 byl členem Slezského zemského sněmu za městskou kurii Bílsko. V letech 1873-1905 byl poslancem Říšské rady (celostátní zákonodárný sbor), do níž byl poprvé zvolen v prvních přímých volbách do Říšské rady roku 1873 za městskou kurii (obvod Bílsko, Strumeň, Skočov, Jablunkov). Mandát obhájil za týž volební okrsek ve volbách do Říšské rady roku 1879, volbách do Říšské rady roku 1885, volbách do Říšské rady roku 1891, volbách do Říšské rady roku 1897 a volbách do Říšské rady roku 1901. Po více než třiceti letech potom v srpnu 1905 přešel do Panské sněmovny (horní jmenovaná komora Říšské rady) jako její doživotní člen.
Ve vídeňském parlamentu se profiloval jako německý liberál (tzv. Ústavní strana). Na Říšské radě se roku 1878 i po volbách v říjnu 1879 uvádí jako člen staroněmeckého Klubu levice, respektive po volbách Klubu liberálů (Club der Liberalen). Od roku 1881 patřil do klubu Sjednocené levice, do kterého se spojilo několik ústavověrných proudů německých liberálů. Za tento klub byl zvolen i ve volbách roku 1885. Po rozpadu Sjednocené levice přešel do frakce Německorakouský klub. V roce 1890 se uvádí jako poslanec obnoveného klubu německých liberálů, nyní oficiálně nazývaného Sjednocená německá levice. I ve volbách roku 1891 byl na Říšskou radu zvolen za klub Sjednocené německé levice. Ve volbách roku 1897 byl do vídeňského parlamentu zvolen za Německou pokrokovou stranu.
Zasloužil se o vznik samostatné evangelické farnosti např. v Bohumíně. V Bílsku se zasadil o rozvoj školství. V roce 1860 v tomto městě díky jeho iniciativě vznikla evangelická reálná škola, roku 1867 německojazyčný evangelický ústav, roku 1871 gymnázium a roku 1905 diecézní dům. V roce 1879 založil Společnost pro dějiny protestantství v Rakousku. Roku 1892 se zasloužil o zřízení nemocnice v Těšíně a podílel se na zbudování četných evangelických kostelů v Slezsku a na Moravě.
Byl ženat s Julií von Mosburg (†1896), katoličkou; měli spolu šest dětí. Jejich syn Wolfgang zastával úřad prezidenta vrchní církevní rady ve Vídni, syn Siegfried (†1938) byl majorem rakouské armády. Theodorův bratr Martin byl slezským seniorem. Theodor Haase byl švagrem slezského politika Franze Obratschaie.
Je pohřben na Starém evangelickém hřbitově v Bílsku.